# Косут (Мисисипи)
Косут (енгл. Kossuth) град је у америчкој савезној држави Мисисипи.

## Демографија
По попису из 2010. године број становника је 209, што је 39 (22,9%) становника више него 2000. године.
| Група             | 2000.       | 2010.        |
| Белци             | 162 (95,3%) | 209 (100,0%) |
| Афроамериканци    | 0 (0,0%)    | 0 (0,0%)     |
| Азијати           | 0 (0,0%)    | 0 (0,0%)     |
| Хиспаноамериканци | 6 (3,5%)    | 0 (0,0%)     |
| Укупно            | 170         | 209          |